# 赵卫星
赵卫星（1962年7月—），籍贯江苏阜宁，中华人民共和国政治人物。

## 生平
1985年5月加入中国共产党。曾任长宁区团委书记、周家桥街道党工委副书记、办事处主任、区委组织部副部长、区党史办主任，市委办公厅市区处副处长、处长，市委督查室主任，浦东新区监察委主任、区纪委副书记。2010年，担任浦东新区区委副书记。2011年12月22日，担任上海市民族和宗教事务委员会主任，中共上海市委统战部副部长、市民族宗教委党组书记。2016年7月，任上海市金山区委书记。2019年10月，调任上海市人大常委会机关党组书记。2020年1月20日，当选上海市人大常委会秘书长。